# Бій біля мису Спартівенто
Бій біля мису Спартівенто (англ. Battle of Cape Spartivento, або Бій біля мису Теулада італ. Battaglia di capo Teulada) — морський бій між З'єднанням «H» Королівського військово-морського флоту Великої Британії під командуванням адмірала Дж. Сомервілля з оперативною групою Італійського флоту під командуванням адмірала Ініго Кампіоні за часів битви на Середземному морі у Другій світовій війні.

## Передумови
Після нападу на Таранто британці були впевнені, що (як заявив Черчилль в Палаті Общин) «знищили італійський флот назавжди». Але італійський флот, хоча й зазнав серйозного удару, залишався цілком боєздатним.
Коли 16 листопада Гібралтарська ескадра у складі авіаносців «Арк Роял» та «Аргус» вирушила на схід з метою доставити літаки на Мальту, італійський флот вийшов їй назустріч. Коли британцям стало відомо про це, вони випустили 14 літаків, які своїм ходом мали досягнути Мальти та повернули назад. 9 літаків не змогли дістатись до Мальти через нестачу палива і впали в море. Загинуло 7 пілотів. І хоча італійський флот не зустрівся з британським, ті зрозуміли, що італійський флот боєздатний, і 2 лінкори перебувають у строю. Тому вони були змушені внести зміни у свої плани прикриття конвоїв.
Для проведення операції Collar, яка була спланована командуванням британських Королівських ВМС, як комплексна операція з проведення конвою з необхідним вантажем до військ, що оборонялися на Мальті та зосереджувалися в Греції і на Криті, було виділене потужне угруповання флоту зі складу З'єднання Н.
25 листопада Супермарина отримала відомості, що гібралтарська ескадра вийшла в море та вирушила на схід. Вихід британського флоту з Александрії привернув увагу італійців і в 12:00 26 листопада потужні сили італійського флоту під командуванням адмірала Ініго Кампіоні, залишили Неаполь і Мессіну, висунувшись в район мису Спартівенто, Сардинія (на відстані близько 350 миль) з наміром перехопити мальтійські конвої та раптовим ударом завдати поразки противникові.
Італійське з'єднання складалось з лінкорів «Джуліо Чезаре», «Вітторіо Венето», 6 важких крейсерів, 14 есмінців. На додачу, у Сицилійській протоці був розгорнутий нічний дозор з флотилії ескортних міноносців та 2 флотилій торпедних катерів.
Незабаром після опівночі 26 листопада один з ескортних міноносців помітив невідомі кораблі, які йшли на захід повз мис Бон. Він атакував їх торпедами, залишившись непоміченим, але безрезультатно.

## Хід бою
О 9:56 британський розвідувальний літак помітив італійську ескадру, тому Сомервілль чимдуж пішов на з'єднання з александрійською ескадрою. Через 45 хв італійський розвідувальний літак помітив з'єднання Сомервілля біля мису Бон, але повідомив, що воно складається з 1 лінкора, 2 крейсерів та 4 есмінців. Адмірал Кампіоні негайно вирушив назустріч британцям, сподіваючись нав'язати їм бій до того, як вони з'єднаються з александрійською ескадрою, яка підходила із Сицилійської протоки.
Британські з'єднання зустрілись об 11:30. Але неузгодженість у діях італійської розвідки не дала можливості точно визначити сили противника. Кампіоні вважав, що британці мають 3 лінкори та 2 авіаносець. Враховуючи критичну ситуацію італійського флоту після нападу на Таранто, Кампіоні мав наказ вступати у бій лише зі слабшим противником. Тому, коли ополудні були отримані дані про перевагу британців, італійський адмірал почав маневрувати, щоб ухилитись від зустрічі та повернутись на базу. Насправді італійці мали 2 лінкори, 6 крейсерів і 14 есмінців, їм протистояли 2 лінкори, 2 авіаносці, 7 крейсерів та 15 есмінців. Так неточні дані авіарозвідки призвели до помилкового рішення командувача ескадри.
Проте, коли о 12:15 італійці повернули в Неаполь, 3-тя дивізія крейсерів під командуванням адмірала Луїджі Сансонетті, яка перебувала південніше від основних сил, помітила групу ворожих крейсерів. О 12:30 італійські крейсери відкрили вогонь з дистанції 23 000 м. Негайно за ними в бій вступила 1-ша дивізія крейсерів під командуванням адмірала Анджело Якіно. Італійці вразили крейсер «Бервік», який отримав декілька влучань і на малій швидкості вирушив у напрямку Гібралтара.
По італійцях вів вогонь навіть крейсер «Рінаун», але лише есмінець «Ланчере» отримав 2 влучання від вогню крейсера HMS «Манчестер» та втратив хід.
Адмірал Кампіоні продовжував вважати, що зустрівся із переважаючими силами противника, тому наказав крейсерам відійти під захист «Вітторіо Венето» і поставити димові завісу. Цим він хотів відволікти «Рінаун», який вступив у бій о 12:24, і захистити крейсер «Фіуме», який через поломку машини знизив швидкість.
У цей момент Сомервілль послав в атаку 11 торпедоносців з авіаносця «Арк Роял», 5 з яких атакували крейсер, а 6 — «Вітторіо Венето». Проте завдяки вдалому маневруванню торпеди пройшли повз кораблі. Хоча Сардинія була поряд, італійські винищувачі так і не з'явились на полі бою для захисту своїх кораблів. Ця атака показала, наскільки ризикованою буде спроба лінкорів прийти на допомогу своїм крейсерам, які обстрілював «Рінаун».
Кампіоні викликав допомогу своїх ВПС, але вони з'явились занадто пізно. Перша атака розпочалась о 14:07, друга о 16:45, під час якої «Арк Роял» ледве не був вражений бомбою.
О 13:00 британські крейсери підійшли достатньо близько до «Вітторіо Венето», який відкрив вогонь. Зрозумівши, що їх обстрілюють 381-мм снарядами, британські крейсери поставили димову завісу та повернули на південний схід. Обидві сторони втратили одна одну з виду, і о 13:10 стрільба припинилась.
Кампіоні, пам'ятаючи накази і враховуючи своє бачення ситуації, наказав відходити. Зі свого боку, Сомервілль також припинив бій. Він не вчинив жодних дій, коли 3-тя дивізія італійських крейсерів прийшла на допомогу знерухомленому есмінцю «Ланчере», який був відбуксований у Кальярі.
У цілому морський бій тривав 54 хвилини, і обидва флоти, не скориставшись результатами швидкоплинного вогневого контакту між бойовими кораблями, відійшли з поля битви.

## Наслідки
Поведінку британського адмірала в Лондоні вважали настільки незадовільною, що повернувшись у Гібралтар, він постав перед слідчою комісією, яка мала вияснити, чому він не вів бій більш енергійно. Але зрештою він був виправданий.
З іншого боку, бій біля мису Спартівенто був і невдачею для італійців. Враховуючи реальне співвідношення сил, вони мали діяти енергійніше, і мали всі шанси досягнути перемоги. Але неточні дані авіарозвідки переконали Кампіоні у перевазі британських сил.
Бій показав також, до чого призводить відсутність авіаційної підтримки. Хоча італійський флот перебував поряд із аеродромами Сардинії, британські торпедоносці змогли безперешкодно атакувати італійські кораблі. А коли Кампіоні викликав підтримку бомбардувальників, то узгодження і передача розпоряджень між флотом та ВПС зайняло багато часу, і італійські літаки з'явились занадто пізно.
Британський конвой безперешкодно пройшов до Сицилійської протоки, де італійці не могли йому перешкодити.

## Карта бою
|  |